# 24 tháng 3
Ngày 24 tháng 3 là ngày thứ 83 trong mỗi năm thường (ngày thứ 84 trong mỗi năm nhuận) trong lịch Gregory. Còn 282 ngày nữa trong năm.

## Sự kiện
- 1603 – Thiên hoàng Go–Yozei ban tước hiệu Shōgun cho Tokugawa Ieyasu, chính thức khởi đầu chính quyền Mạc phủ Tokugawa tại Nhật Bản.
- 1603 – Nữ hoàng Elizabeth I của Anh mất nhưng không có con cái , triều đại Tudor chính thức kết thúc, mở đầu cho nhà Stuart thống trị Vương quốc Anh
- 1860 – Thủ tướng Nhật Bản Ii Naosuke bị samurai Ronin và phiên Mito ám sát vì vai trò của ông trong việc mở cửa Nhật Bản với thế giới.
- 1882 – Bác sĩ–nhà sinh học người Đức Robert Koch tuyên bố khám phá ra Mycobacterium tuberculosis, vi khuẩn gây bệnh lao.
- 1953 – Thái hoàng thái hậu Mary của Anh qua đời.
- 1967 – thành lập Sư đoàn không quân 371.
- 1972 – Vương quốc Anh bắt Bắc Ireland phải chịu "Thống trị trực thu."
- 1980 – Người vác súng bắn tổng Giám mục Óscar Romero khi ông đang tổ chức lễ ở San Salvador.
- 1975 – Chiến tranh Việt Nam: giải phóng thị xã Tam Kỳ, thị xã Gia Nghĩa, kết thúc Chiến dịch Tây Nguyên.
- 1989 – Tràn dầu tàu Exxon Valdez: Trong eo biển Hoàng tử William ở Alaska tàu Exxon Valdez thả 240.000 thùng (27.750.000 lít) dầu sau chạy trên đất.
- 1993 – Sao chổi Shoemaker–Levy 9 được phát hiện từ một bức ảnh chụp từ kính viễn vọng Schmidt ở Đài thiên văn Palomar, California, Hoa Kỳ.
- 1999 – NATO bắt đầu chiến dịch ném bom Cộng hòa Liên bang Nam Tư trong chiến tranh Kosovo.
- 2008 – Đảng Hòa bình và Thịnh vượng Bhutan giành được 45/47 ghế tại Quốc hội Bhutan trong tổng tuyển cử đầu tiên tại quốc gia này.
- 2011 – Một trận động đất có chấn tâm ở đông bộ bang Shan của Myanmar khiến 151 người thiệt mạng.
- 2015 – Một máy bay của hãng Germanwings gặp nạn tại miền đông nam Pháp khiến toàn bộ 150 người thiệt mạng, tai nạn được cho là hành động có chủ ý của cơ phó.

## Sinh
- 1103 – Nhạc Phi, danh tướng nhà Nam Tống (m.1142)
- 1494 – Georg Agricola, nhà khoa học người Đức (m. 1555)
- 1607 – Michiel Adriaenszoon de Ruyter, đô đốc người Đức (m. 1667)
- 1628 – Sophie Amalie of Brunswick–Lüneburg, nữ hoàng Đan Mạch, Na Uy (m. 1685)
- 1657 – Arai Hakuseki, nhà văn, chính khách người Nhật Bản (m. 1725)
- 1681 – Georg Philipp Telemann, nhà soạn nhạc người Đức (m. 1767)
- 1693 – John Harrison, Clockmaker người Anh (m. 1776)
- 1782 – Orest Kiprensky, họa sĩ người Nga (m. 1836)
- 1796 – John Corry Wilson Daly, chính khách người Canada (m. 1878)
- 1808 – Maria Malibran, ca sĩ người Tây Ban Nha (m. 1836)
- 1809
  - Mariano José de Larra, nhà báo, nhà văn người Tây Ban Nha (m. 1837)
  - Joseph Liouville, nhà toán học người Pháp (m. 1882)
- 1820 – A. E. Becquerel, nhà vật lý người Pháp (m. 1891)
- 1829
  - George Francis Train, doanh nhân người Mỹ (m. 1904)
  - Ignacio Zaragoza, tướng người México (m. 1862)
- 1830 – Robert Hamerling, nhà thơ người Áo (m. 1889)
- 1834
  - William Morris, nhà văn, nhà thiết kế người Anh (m. 1896)
  - John Wesley Powell, nhà thám hiểm, nhà môi trường học người Mỹ (m. 1902)
- 1835 – Jožef Stefan, nhà vật lý người Slovenia (m. 1893)
- 1850 – Silas Hocking, tiểu thuyết gia, người thuyết giáo người Anh (m. 1935)
- 1855
  - Andrew Mellon, Financier người Mỹ (m. 1937)
  - Olive Schreiner, nhà văn người Nam Phi (m. 1920)
- 1859 - Alexander Stepanovich Popov nhà vật lý người Nga, (m. 1906).
- 1874 – Harry Houdini (Weisz Erik), thuật sĩ người Hungary (m. 1926)
- 1884 – Peter Debye, nhà hóa học, giải thưởng Nobel người Đức (m. 1966)
- 1886 – Edward Weston, nhà nhiếp ảnh người Mỹ (m. 1958)
- 1887 – Roscoe Arbuckle, diễn viên người Mỹ (m. 1933)
- 1889 – Albert Hill, vận động viên người Anh (m. 1969)
- 1891 – Sergey Ivanovich Vavilov, nhà vật lý người Liên Xô (m. 1951)
- 1893
  - George Sisler, vận động viên bóng chày người Mỹ (m. 1973)
  - Walter Baade, nhà thiên văn người Đức (m. 1960)
- 1901 – Ub Iwerks, người vẽ tranh biếm hoạ người Mỹ (m. 1971)
- 1902 – Thomas Dewey, chính khách người Mỹ (m. 1971)
- 1903
  - Adolf Butenandt, nhà hóa học, giải thưởng Nobel người Đức (m. 1995)
  - Malcolm Muggeridge, tác gia, học giả người Anh (m. 1990)
- 1906 – Klavdiya Shulzhenko, ca sĩ người Liên Xô (m. 1984)
- 1907 – Paul Sauvé, chính khách Quebec (m. 1960)
- 1910 – Richard Conte, diễn viên người Mỹ (m. 1975)
- 1911 – Joseph Barbera, người vẽ tranh biếm hoạ người Mỹ (m. 2006)
- 1915 – Gorgeous George, đô vật Wrestling chuyên nghiệp người Mỹ (m. 1963)
- 1916 – Donald Hamilton, tiểu thuyết gia người Thụy Điển (m. 2006)
- 1917 – Constantine Andreou, nghệ sĩ người Hy Lạp (m. 2007)
- 1919 – Lawrence Ferlinghetti, tác gia, nhà xuất bản người Mỹ
- 1920 – Gene Nelson, diễn viên người Mỹ (m. 1996)
- 1921 – Vasily Smyslov, đấu thủ cờ vua người Nga
- 1922 – Onna White, biên đạo múa người Canada (m. 2005)
- 1923 – Murray Hamilton, diễn viên người Mỹ (m. 1986)
- 1924 – Norman Fell, diễn viên người Mỹ (m. 1998)
- 1925 – Puig Aubert, cầu thủ Liên đoàn Bóng bầu dục người Pháp (m. 1994)
- 1926 – Dario Fo, nhà văn, giải thưởng Nobel người Ý
- 1927 – Martin Walser, tác gia người Đức
- 1928 – Byron Janis, nghệ sĩ dương cầm người Mỹ
- 1930
  - David Dacko, tổng thống Trung Phi thứ 1 (m. 2003)
  - Agustín González, diễn viên người Tây Ban Nha (m. 2005)
  - Steve McQueen, diễn viên người Mỹ (m. 1980)
- 1934 – William Smith, diễn viên người Mỹ
- 1935 – Peter Bichsel, nhà văn Thụy Sĩ
- 1936 – David Suzuki, nhà khoa học, nhà môi trường học người Canada
- 1937 – Billy Stewart, ca sĩ người Mỹ (m. 1970)
- 1938
  - Hồ Ngọc Cẩn, Đại tá Quân lực Việt Nam Cộng hòa (m.1975)
  - David Irving, sử gia người Anh
- 1940
  - Bob Mackie, thời trang nhà thiết kế người Mỹ
  - Don Jardine, đô vật Wrestling chuyên nghiệp người Canada (m. 2006)
- 1944
  - R. Lee Ermey, diễn viên người Mỹ
  - Vojislav Koštunica, thủ tướng người Serbia
- 1945
  - Robert T. Bakker, Paleontologist người Mỹ
  - Curtis Hanson, đạo diễn phim người Mỹ
- 1947
  - Meiko Kaji, ca sĩ, nữ diễn viên người Nhật Bản
  - Alan Sugar, doanh nhân người Anh
- 1949 – Nick Lowe, nhạc sĩ người Anh
- 1951
  - Pat Bradley, vận động viên golf người Mỹ
  - Tommy Hilfiger, thời trang nhà thiết kế người Mỹ
- 1954
  - Rafael Orozco Maestre, ca sĩ Colombia (m. 1992)
  - Robert Carradine, diễn viên người Mỹ
  - Donna Pescow, nữ diễn viên người Mỹ
- 1955 – Doug Jarvis, vận động viên khúc côn cầu trên băng người Canada
- 1960
  - Kelly LeBrock, nữ diễn viên người Mỹ
  - Barry Horowitz, đô vật Wrestling chuyên nghiệp người Mỹ
  - Nena, nhạc pop ca sĩ người Đức
  - Scott Pruett, người lái xe đua người Mỹ
- 1961 – Dean Jones, cầu thủ cricket người Úc
- 1962 – Angèle Dubeau, nghệ sĩ vĩ cầm người Canada
- 1964 – Annabella Sciorra, nữ diễn viên người Mỹ
- 1965
  - Peter Jacobson, diễn viên người Mỹ
  - Gurmit Singh, diễn viên người Singapore
  - The Undertaker, đô vật Wrestling chuyên nghiệp người Mỹ
- 1970
  - Lara Flynn Boyle, nữ diễn viên người Mỹ
  - Judith Draxler, vận động viên bơi lội người Áo
  - Mike Vanderjagt, cầu thủ bóng đá người Canada
- 1971 – Megyn Price, nữ diễn viên người Mỹ
- 1972 – Steve Karsay, vận động viên bóng chày người Mỹ
- 1973
  - Jacek Bąk, cầu thủ bóng đá người Ba Lan
  - Steve Corica, cầu thủ bóng đá người Úc
- 1974 – Alyson Hannigan, nữ diễn viên người Mỹ
- 1975 – Thomas Johansson, vận động viên quần vợt người Thụy Điển
- 1976
  - Aaron Brooks, cầu thủ bóng đá người Mỹ
  - Aliou Cissé, cầu thủ bóng đá người Sénégal
  - Athanasios Kostoulas, cầu thủ bóng đá người Hy Lạp
  - Peyton Manning, cầu thủ bóng đá người Mỹ
- 1977
  - Corneille, ca sĩ người Canada
  - Darren Lockyer, cầu thủ Liên đoàn Bóng bầu dục người Úc
- 1979
  - Lake Bell, nữ diễn viên người Mỹ
  - Emraan Hashmi, diễn viên Ấn Độ
  - Norris Hopper, vận động viên bóng chày người Mỹ
  - Periklis Iakovakis, vận động viên người Hy Lạp
  - Graeme Swann, cầu thủ cricket người Anh
- 1980 – Tassos Venetis, cầu thủ bóng đá người Hy Lạp
- 1981 – Ron Hainsey, vận động viên khúc côn cầu trên băng người Mỹ
- 1982
  - Corey Hart, vận động viên bóng chày người Mỹ
  - Dustin McGowan, vận động viên bóng chày người Mỹ
  - Nivea, ca sĩ người Mỹ
- 1983 – T.J. Ford, cầu thủ bóng rổ người Mỹ
- 1984 – Chris Bosh, cầu thủ bóng rổ người Mỹ
- 1985 – Haruka Ayase, nữ diễn viên, người mẫu, người Nhật Bản
- 1986
  - Kohei Hirate, người đua xe người Nhật Bản
  - Anthony McMahon, cầu thủ bóng đá người Anh
- 1988 – Ryan Higgins, cầu thủ cricket người Zimbabwe
- 1990 – Keisha Castle–Hughes, New Zealand nữ diễn viên người Úc
- 1992 – Thomas Law, diễn viên người Anh
- 1997 – Myoui Mina thành viên nhóm nhạc Hàn Quốc Twice người Nhật Bản
- 2001 – William Saliba - Cầu thủ bóng đá người Pháp thi đấu cho Arsenal

## Mất
- 1381 – Saint Catharine of Sweden, người được phong thánh người Thụy Điển (s. 1332)
- 1396 – Walter Hilton, người thần bí người Anh (s. 1340)
- 1455 – Giáo hoàng Nicholas V, Giáo hoàng thời phục hưng thứ nhất (s. vào 1397)
- 1563 – Hosokawa Harumoto, chỉ huy quân sự người Nhật Bản (s. 1514)
- 1570 – Trịnh Kiểm, Chúa Trịnh đầu tiên trong lịch sử Việt Nam (s. 1503).
- 1575 – Yosef Karo, giáo sĩ Do Thái người Tây Ban Nha (s. 1488)
- 1603 – Elizabeth I của Anh, nữ vương nước Anh (s. 1533)
- 1653 – Samuel Scheidt, nhà soạn nhạc người Đức (s. 1587)
- 1773 – Philip Dormer Stanhope, chính khách người Anh (s. 1694)
- 1776 – John Harrison, Clockmaker người Anh (s. 1693)
- 1863 – Nguyễn Phúc Nhàn Tĩnh, phong hiệu Thuận Hòa Công chúa, công chúa con vua Minh Mạng (s. 1832)
- 1869 – Antoine–Henri Jomini, tướng người Pháp (s. 1779)
- 1881 – Joseph Delesse, nhà địa chất người Pháp (s. 1817)
- 1882 – Henry Wadsworth Longfellow, tác gia người Mỹ (s. 1807)
- 1887 – Ivan Kramskoi, họa sĩ, nhà phê bình nghệ thuật người Nga (s. 1837)
- 1888 – Vsevolod Garshin, tác gia người Nga (s. 1855)
- 1905 – Jules Verne, tác gia người Pháp (s. 1828)
- 1909 – John Millington Synge, nhà soạn kịch người Ireland (s. 1871)
- 1911 – Joseph Barbera, nhà làm phim hoạt hình người Mỹ (m. năm 2006)
- 1915 – Karol Olszewski, nhà khoa học người Ba Lan (s. 1846)
- 1916 – Enrique Granados, nhà soạn nhạc người Tây Ban Nha (s. 1867)
- 1921 – Larry McLean, vận động viên bóng chày người Canada (s. 1881)
- 1926 – Phan Châu Trinh, chính khách người Việt Nam (s. 1872)
- 1944 – Orde Wingate, người lính người Anh (s. 1903)
- 1946 – Alexander Alekhine, đấu thủ cờ vua người Nga (s. 1892)
- 1950 – James Rudolph Garfield, chính khách người Mỹ (s. 1865)
- 1962
  - Jean Goldkette, nhạc sĩ người Hy Lạp (s. 1899)
  - Auguste Piccard, nhà vật lý, nhà thám hiểm Thụy Sĩ (s. 1884)
- 1968 – Alice Guy–Blaché, đạo diễn phim người Mỹ (s. 1873)
- 1973 – Huỳnh Công Thành, Chuẩn tướng Quân lực Việt Nam Cộng hòa (Sinh 1930)
- 1976 – Bernard Montgomery, nguyên soái người Anh (s. 1887)
- 1980 – Óscar Romero, tổng Giám mục của El Salvador
- 1984 – Sam Jaffe, diễn viên người Mỹ (s. 1891)
- 1990
  - Ray Goulding, diễn viên hài người Mỹ (s. 1922)
  - An Wang, kỹ sư máy tính người Trung Quốc (s. 1920)
- 1991 – Sir John Kerr, chính khách người Úc (s. 1914)
- 1993 – John Hersey, tác gia người Mỹ (s. 1914)
- 1997
  - Martin Caidin, hàng không nhà văn người Mỹ (s. 1927)
  - Đỗ Lễ, nhạc sĩ, người Việt Nam (s. 1941)
- 1999 – Birdie Tebbetts, vận động viên bóng chày, người quản lý người Mỹ (s. 1912)
- 2002 – César Milstein, nhà khoa học, giải Nobel Sinh lý và Y khoa người Argentina (s. 1927)
- 2006 – Lynne Perrie, nữ diễn viên người Anh (s. 1931)
- 2008
  - Chalmers "Spanky" Alford, nghệ sĩ đàn ghita người Mỹ (s. 1955)
  - Richard Widmark, diễn viên người Mỹ (s. 1914)
- 2016 – Johan Cruyff, huyền thoại bóng đá người Hà Lan (s. 1947)
- 2021 – Jessica Walter, dien viên Mỹ (s. 1941)

## Ngày lễ và kỷ niệm
- Ngày Quốc tế bệnh lao (quốc tế)
- Ngày Bánh mì Việt Nam
- Ngày kết thúc chiến dịch Tây nguyên, chuẩn bị cho chiến dịch Huế-Đà Nẵng vào năm 1975 (Việt Nam)